# Elison Rivas
Elison David Rivas Mejía, noto semplicemente come Elison Rivas (Tela, 20 novembre 1999), è un calciatore honduregno, difensore del Rionegro Águilas.

## Caratteristiche tecniche
È un terzino sinistro.

## Carriera

### Club
Ha giocato nella prima divisione honduregna.

### Nazionale
Con la nazionale Under-20 honduregna ha preso parte al campionato mondiale di calcio Under-20 2019.

## Statistiche

### Cronologia presenze e reti in nazionale
| Cronologia completa delle presenze e delle reti in nazionale ― Honduras | Cronologia completa delle presenze e delle reti in nazionale ― Honduras | Cronologia completa delle presenze e delle reti in nazionale ― Honduras | Cronologia completa delle presenze e delle reti in nazionale ― Honduras | Cronologia completa delle presenze e delle reti in nazionale ― Honduras | Cronologia completa delle presenze e delle reti in nazionale ― Honduras | Cronologia completa delle presenze e delle reti in nazionale ― Honduras | Cronologia completa delle presenze e delle reti in nazionale ― Honduras |
| Data                                                                    | Città                                                                   | In casa                                                                 | Risultato                                                               | Ospiti                                                                  | Competizione                                                            | Reti                                                                    | Note                                                                    |
| ----------------------------------------------------------------------- | ----------------------------------------------------------------------- | ----------------------------------------------------------------------- | ----------------------------------------------------------------------- | ----------------------------------------------------------------------- | ----------------------------------------------------------------------- | ----------------------------------------------------------------------- | ----------------------------------------------------------------------- |
| 12-10-2023                                                              | Santo Domingo                                                           | Cuba                                                                    | 0 – 0                                                                   | Honduras                                                                | CONCACAF Nations League 2023-2024                                       | -                                                                       | 46’                                                                     |
| 15-10-2023                                                              | Tegucigalpa                                                             | Honduras                                                                | 4 – 0                                                                   | Cuba                                                                    | CONCACAF Nations League 2023-2024                                       | -                                                                       |                                                                         |
| 21-11-2023                                                              | Città del Messico                                                       | Messico                                                                 | 2 – 0 dts (4 – 2 dtr)                                                   | Honduras                                                                | CONCACAF Nations League 2023-2024 - Quarti di finale                    | -                                                                       | 102’                                                                    |
| 16-3-2025                                                               | Fort Lauderdale                                                         | Guatemala                                                               | 2 – 1                                                                   | Honduras                                                                | Amichevole                                                              | -                                                                       | 68’                                                                     |
| Totale                                                                  |                                                                         | Presenze                                                                | 4                                                                       |                                                                         | Reti                                                                    | 0                                                                       |                                                                         |